# Elimaea rosea
Elimaea rosea är en insektsart som beskrevs av Brunner von Wattenwyl 1878. Elimaea rosea ingår i släktet Elimaea och familjen vårtbitare. Inga underarter finns listade i Catalogue of Life.